# Crysis (serie)
Crysis è una serie di videogiochi sparatutto in prima persona sviluppati da Crytek e pubblicati da Electronic Arts a partire dal 2007.
Al 2023 la serie comprende tre capitoli principali (Crysis, Crysis 2 e Crysis 3) e uno spin-off (Crysis: Warhead).

## Videogiochi
| Anno | Titolo          | Piattaforma/e                           |
| ---- | --------------- | --------------------------------------- |
| 2007 | Crysis          | Windows                                 |
| 2008 | Crysis: Warhead | Windows                                 |
| 2011 | Crysis 2        | PlayStation 3, Xbox 360, Windows        |
| 2013 | Crysis 3        | PlayStation 3, Xbox 360, Windows        |
| TBA  | Crysis 4        | PlayStation 5, Xbox Series X/S, Windows |

## Trama

### Prologo
Nel 1939, a Tunguska, una navetta di supporto dei Ceph(il nome della razza aliena antagonista nella Serie), inviata per soccorrere una nave aliena sepolta nelle isole Lingshan(un arcipelago fittizio, su cui è ambientato il primo capitolo della saga), venne colpita da una pioggia di meteoriti. L’impatto fece schiantare al suolo la navetta uccidendo i quattro Ceph all’interno e lasciando il Nano Tessuto che stavano trasportando allo scoperto.
Nel 1960, due scienziati di nome Jacob Hargreave e Karl Ernst Rasch, durante una spedizione in Russia, entrarono in contatto con questi resti. Scesi dall’aereo, Rasch e Hargreave andarono a controllarli, e rimasero sorpresi da ciò che trovarono: quattro corpi di colore azzurro morti e viscidi simili a calamari, ed uno strano materiale. Decisero di prelevarlo e di tornare in America per studiarlo. Arrivati a New York, portarono il tessuto e i corpi alieni in un edificio, situato vicino al distretto finanziario, ed iniziarono a lavorarci. Dopo alcuni test scoprirono il vero potere del Nano Tessuto: mentre era collegato a dei computer, inizio a sovraccaricarsi fino a diventare invisibile. Rasch poi lo colpì con un coltello, che si spezzò. Gli scienziati decisero quindi di dare luce ad un progetto che avrebbe potuto cambiare il futuro, il corso delle guerre e avrebbe potuto dare grandi risvolti all’America. Fondarono una società chiamata Hargreave-Rasch biochemical e denominarono il loro progetto "Nanotuta", una tuta militare creata col tessuto alieno, in grado di potenziare le doti fisiche di chi la indossa. 
Quando il primo prototipo venne completato, si scoprì che mandava un segnale che rimbalzava in una montagna situata nelle isole Lingshan, al largo delle Filippine. Decisero quindi di organizzare una missione in queste isole e Hargreave partì. Entrato, durante il cammino ebbe un attacco cerebrale seguito da una voce sussurrante nella sua testa, che chiese ad Hargreave il motivo per cui era in quel posto, e del perché avesse con sé il nanotessuto. Hargreave disse quindi che aveva trovato questo materiale per caso e che voleva creare un progetto con il quale avrebbe potuto conquistare il mondo. Allora questa voce si manifestò, disse che era la mente alveare dei Ceph e  gli mostrò chi e cos’erano realmente: creature provenienti dalla galassia M33, stabilizzate sul Pianeta da milioni di anni, ma ormai quasi tutte "addormentate". La mente alveare poi mostrò ad Hargreave il futuro, con la Terra conquistata dai Ceph. Hargreave, volendo contrastare gli alieni, pensò di costruire una Nanotuta molto più potente, ma fu allora che la mente alveare gli lesse nel pensiero, e stabilì un patto con lui. Stabilirono che l'uomo avrebbe dovuto creare una Nanotuta che sarebbe stata in grado di evolversi e di poter diventare indistruttibile, ma che avrebbe facilitato la colonizzazione degli alieni invece di respingerla, e in cambio la mente alveare gli avrebbe permesso di tornare in vita durante l’invasione che sarebbe avvenuta nel 2023 e di dargli un ruolo di spicco nella loro società.
Hargreave accettò, e tornò in America. Trovò Rasch che aveva intenzione di allungare la sua vita, inserendosi materiali ceph all'interno del corpo, per prevenire la morte. Rasch non sembrava interessato alla progettazione delle Nanotute, ma durante un sogno venne contattato dalla mente alveare, la quale disse che per vivere con quel materiale ceph all’interno del suo corpo avrebbe avuto bisogno della sua energia o sarebbe morto in 2 giorni. Rasch accettò e gli fu detto di entrare nella base sotto New York, dove si collegò alla fonte energetica Ceph, la quale iniziò ad attivarsi mettendo in funzione le macchine che sarebbero servite per la creazione dei "Ceph fase due", evoluti per combattere a terra. 
Hargreave poi, dopo essersi separato da Rasch, costruì un nuovo laboratorio, e diede l’ordine di costruire un laboratorio a Roosevelt Island, grazie al quale sarebbe stato protetto dalle spore del virus alieno che avrebbe favorito l’invasione, come rivelato dalla mente alveare. In questa struttura chiamata Prisma, poi denominata da Hargreave CryNet, vennero trasportati macchinari avanzatissimi ed ogni materiale non umano e di Nano Tessuto, e venne inoltre creata una vasca di stasi che sarebbe poi servita ad Hargreave per tenere il cervello vivo e il corpo non danneggiato una volta morto. Trasferitosi a Roosevelt Island creò molti altri prototipi, tra cui le versioni per marines, e poi si fece mettere nella vasca di stasi in cui morire fisicamente, ma con la possibilità di seguire gli eventi del mondo grazie ad un macchinario collegato al cervello. 
I C.E.L.L., un'organizzazione paramilitare, iniziarono la conquista del mondo proponendosi come esercito privato, grazie al potere di Hargreave, che con i soldi e le armi finanziò la loro avanzata. Grazie al loro potere, la compagnia divenne un vero e proprio esercito, si infilarono all’interno dei governi mondiali attraverso corruzione e finanziamenti, prendendo sempre più potere decisionale in ogni azione militare e non. Così facendo, governo dopo governo, arrivarono ad essere presenti in tutto il mondo, eliminando chi si opponeva all’interno dei governi al loro volere.
Nel 2020, fu organizzata una guerra fra USA e Corea del Nord, combattuta con un pretesto sulle Lingshan con lo scopo di testare le Nanotute appena ultimate, e allo stesso tempo permettere alla nave Ceph, sepolta all'interno della montagna principale dell'Isola, di attivarsi e risvegliare gli alieni invasori grazie al segnale energetico che le tute inviano alla nave(caratteristica ignota ai soldati a cui le tute sono state sottoposte). Con l'atterraggio dei soldati statunitensi sull'isola, inizia il primo capitolo della serie.

### Crysis
Il primo capitolo della saga è ambientato nel 2020 su un'isola tropicale dell'arcipelago delle Lingshan. Dopo l'invio di una richiesta d'aiuto di alcuni scienziati americani, rimasti prigionieri dell'esercito nordcoreano, il governo statunitense manda in loro soccorso una squadra speciale chiamata Raptor e incontrando delle creature già li in precedenza che ghiacciano qualsiasi cosa e vogliono riprendersi l'isola.

### Crysis 2
Il secondo capitolo è ambientato nel 2023 nella grande metropoli di New York, devastata da un nuovo attacco alieno. Prophet, un membro del Raptor team già incontrato in Crysis, combattendo gli alieni viene contaminato dalle loro spore ed è costretto a suicidarsi; ma prima di morire lascia la sua tuta ad Alcatraz, un marine americano che si trova così a dover fronteggiare l'avanzata aliena nella Grande Mela.

### Crysis 3
Il terzo capitolo, svelato per errore l'11 aprile 2012, è stato annunciato ufficialmente cinque giorni dopo, il 16 aprile: il gioco è ambientato nuovamente a New York ma nell'anno 2047, con la città ormai in rovina, ed è uscito in Europa il 22 febbraio del 2013 su PC, PlayStation 3 ed Xbox 360.
Nel nuovo gioco si potrà utilizzare, tra le varie armi, un avanzatissimo arco compound per uccidere i nemici in modalità stealth; inoltre New York sarà situata sotto una speciale nanocupola, la Liberty Dome, costruita per contenere l'invasione Ceph, e che la città sarà suddivisa in vari ambienti: alcuni tipicamente cittadini, altri trasformati dal tempo in una vera e propria giungla. Il protagonista sarà Prophet, supportato dal sergente Psycho (già comparso nel primo capitolo).

## Modalità di gioco
La particolarità della serie sta nella dotazione del personaggio interpretato dal giocatore: in ogni titolo il protagonista ha a disposizione un'avanzatissima nanotuta militare, sviluppata come esperimento bellico, capace di esaltare le sue abilità e di conferirgli poteri speciali. Questi poteri consistono in alcune "modalità" (attive o passive) possedute dalla tuta: la corazza massima accresce la resistenza a proiettili, esplosioni e cadute; la forza massima aumenta la forza fisica, consentendo di spostare e lanciare oggetti molto pesanti e saltare molto in alto, oltre che ferire mortalmente senza armi; la velocità massima conferisce la capacità di correre, spostarsi ed agire a velocità sovraumane; l'occultamento, infine, fornisce una quasi totale invisibilità. L'utilizzo di tali modalità è vincolato al consumo di una certa quantità di energia della nanotuta: quando questa si scarica, è necessario disattivare tutte le modalità per qualche istante per permetterle di ricaricarsi.
Per altri versi tutti i titoli della saga possiedono le normali caratteristiche di un FPS, con armi convenzionali e futuristiche, esplosivi ed attacchi corpo a corpo. Le caratteristiche dei titoli fanno sì che in alcune circostanze il giocatore possa scegliere se assumerne un basso profilo temporaneo (come per un videogioco stealth) o agire in modo frenetico tenendo un alto profilo.